# Židovský hřbitov v Kožlanech
Židovský hřbitov v Kožlanech, založený nejspíše v období 1680 – 1710, leží v remízku mezi poli mezi Strachovicemi a Kožlany při modře značené turistické stezce do Nové Vsi a na naučné stezce Kožlany. Z ulice V Ouvoze pokračující dále na Hradecko k němu lze dojít po odbočení doprava ke kamenolomu před železničním přejezdem. Je chráněn jako kulturní památka České republiky.
Sloužil nejen kožlanským Židům ale také dalším židovským obcím v okolí, např. kůzovské, jež v roce 1821 zakoupila za 31 zlatých další pozemek k rozšíření starého hřbitova.
K obřadům sloužil do 30. let 20. století Do areálu se vchází brankou v severovýchodní části kamenného ohrazení. Dochovalo se přes 170 náhrobků; z márnice zbylo jen torzo a kamenná deska obřadního stolu k omývání těla zemřelého.